# Ю
La Ю, minuscolo ю, chiamata ju, è una lettera dell'alfabeto cirillico. Rappresenta la vocale iotizzata IPA /ju/. È la penultima lettera dell'alfabeto cirillico nelle versioni dove compare.
| Lettera cirillica | Pronuncia IPA | Trascrizione scientifica | Trascrizione inglese | Trascrizione tedesca | Trascrizione francese |
| ----------------- | ------------- | ------------------------ | -------------------- | -------------------- | --------------------- |
| Ю                 | /ju/          | ju                       | yu                   | ju                   | ou, iou, ïou          |

La Ю compare nella versione russa, ucraina, bielorussa, bulgara dell'alfabeto cirillico, e compare nelle versioni di altre lingue asiatiche che usano l'alfabeto cirillico.
In comune con altre lettere cirilliche, la Ю deriva da un diagrafo, essendo una legatura di iže o ižei (ora, И) e uk (Ѹ, non più presente).